# Scaptius chrysopera
Scaptius chrysopera là một loài bướm đêm thuộc phân họ Arctiinae, họ Erebidae.